# Barbadillo del Pez
Barbadillo del Pez ist ein Ort und eine Gemeinde (municipio) mit 66 Einwohnern (Stand: 2024) im Zentrum der Provinz Burgos in der Autonomen Gemeinschaft Kastilien und León. Barbadillo del Pez liegt in der Comarca und der Weinbauregion Sierra de la Demanda.

## Lage und Klima
Die Gemeinde Barbadillo del Pez liegt etwa 40 Kilometer südöstlich der Provinzhauptstadt Burgos am Río Pedroso in einer Höhe von ca. 1053 m. Das Klima ist gemäßigt bis warm; Regen (ca. 874 mm/Jahr) fällt übers Jahr verteilt.

## Wirtschaft
Die Region ist seit Jahrhunderten von der Landwirtschaft geprägt. Im 16. und 17. Jahrhundert wurde hier im Bergwerk Eisenerz abgebaut. Im Fluss Pedroso wurden Forellen gefangen.

## Sehenswürdigkeiten

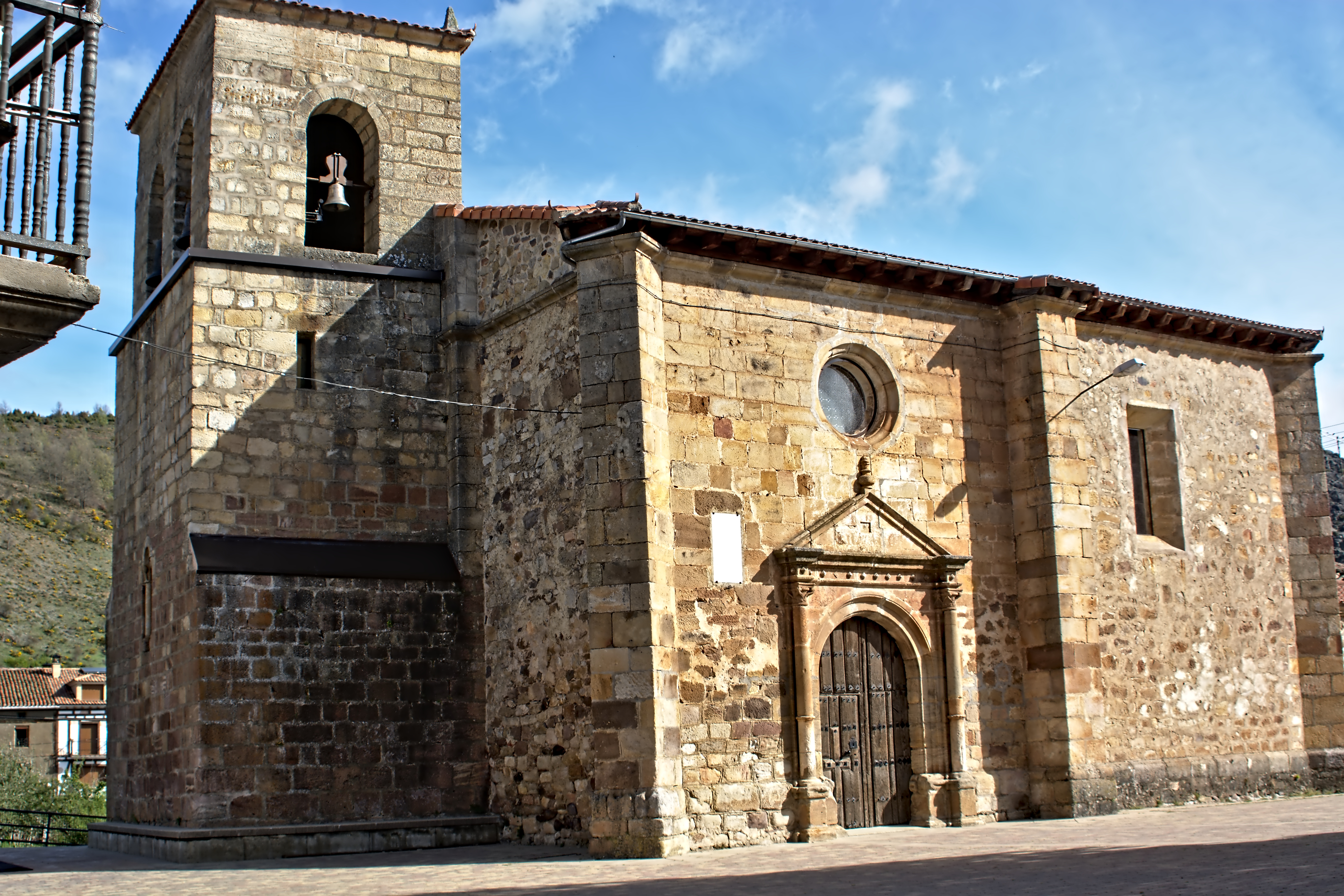
Kirche San Salvador

- Kirche San Salvador